# Konti-Skan

Konti-Skan est une liaison à courant continu assurant l'interconnexion entre la Suède et le Danemark. Elle a une longueur totale de 180 km et a été mise en service en 1965 avec une configuration monopolaire. La puissance était alors de 250 MW. En 1988, un second pôle a été mis en service. La puissance est alors augmentée de 300 MW. En 2006, le premier pôle est rénové. Sa puissance est portée à 380 MW. La ligne électrique alterne les tronçons aériens et câblés et passe sur l'île de Læsø. En 2014, elle est exploitée par Energinet.dk et  Svenska Kraftnät.

## Histoire

Schéma bloc d'un système monopole à retour par la terre

La liaison Konti-Skan est mise en service le 10 septembre 1965. C'est une interconnexion entre le Danemark et la Suède, entre Aalborg et Göteborg plus précisément. Elle doit permettre aux deux pays de mieux pouvoir couvrir leur pic de consommation électrique. Elle est exploitée par la société Jutland-Funen Power Pool et par Swedish State Power Board. La liaison est alors un monopole de tension 250 kV et de courant 1 000 A soit une puissance nominale de 250 MW. En régime de surchage continue, la ligne a une puissance de 275 MW. de La ligne utilise un retour par la terre. La liaison est livrée par ASEA. Les valves sont à diodes à vapeur de mercure. Deux transformateurs triphasés sont installés à chaque poste électrique. Au poste de Vester Hassing, côté danois, leur tension côté courant alternatif est de 165 kV. La plage de leur régleur en charge est de ±15 %. Au poste de Stenkullen, côté suédois, leur tension côté courant alternatif est de 139 kV. Ils ne sont pas équipés deden charge.
Le choix d'une liaison en courant continu n'est pas évident d'un point de vue économique. La possibilité d'échanger une grande puissance sans déstabiliser les réseaux électriques de deux pays a été déterminante.
La liaison a servi à tester divers composants. En 1973, ASEA y teste une valve à thyristors de tension 135 kV. En 1988, la société teste une valve à thyristors amorcés optiquement de la même tension. En 1992, une valve à thyristors en extérieur est testée.
Le 1er novembre 1988 un second pôle est mis en service afin d'augmenter la puissance de l'interconnexion. Côté danois, le poste de Vester Hassing est utilisé, mais du côté suédois, un nouveau poste à Lindome est construit. Ses valves sont à base de thyristors et organisées en quadrivalves. Sa puissance nominale est de 300 MW et sa tension de 285 kV. Les deux pôles fonctionnent plus ou moins comme un bipôle. Leurs courants nominaux n'étant pas égaux, un courant résiduel peut traverser les électrodes. Des transformateurs des deux postes ont une tension côté courant alternatif égale à 410 kV. Leur régleur en charge a une plage de ±15 %,.
Le pôle 2 sert également à tester du matériel. En 1991, un filtre à courant continu actif y subi des tests. En 1992, c'est un filtre à courant alternatif actif qui est essayé.
En 2006, Areva T&D rénove le pôle 1 et remplace les valves à diode à vapeur de mercure par des valves à thyristors. Côté suédois, le pôle 1 est déplacé à la station de Lindome. De nouveaux transformateurs triphasés sont fournis. Leur côté courant alternatif a une tension nominale de 415 kV. Le nouveau pôle est mis en service en juillet 2006,,.
En 2012, Energinet.dk, l'opérateur danois, planifie le remplacement du câble 1.

## Données techniques
| Pôle                              | Pôle 1                       | Pôle 2                    | Pôle 1 (rénové)                                    |
| --------------------------------- | ---------------------------- | ------------------------- | -------------------------------------------------- |
| Nom des postes                    | Vester Hassing et Stenkullen | Vester Hassing et Lindome | Vester Hassing et Lindome                          |
| Mise en service                   | 10 septembre 1965            | 1er novembre 1988         | juillet 2006                                       |
| Fabricant                         | ASEA                         | ABB                       | Alstom Grid                                        |
| Tension nominale                  | 250 kV                       | 285 kV                    | 285 kV                                             |
| Puissance nominale                | 250 MW                       | 300 MW                    | 380 MW                                             |
| Puissance en surcharge continue   | 275 MW                       | 330 MW                    |                                                    |
| Courant maximum admissible        | 1 000 A                      | 1 050 A                   | 1 340 A                                            |
| Type de valve                     | Diodes à vapeur de mercure   | thyristors                | thyristors de diamètre 125 mm et de tension 8,5 kV |
| Refroidissement des valves        | à eau                        | à eau                     | refroidissement liquide                            |
| Nombre d'anodes des valves        | 4                            | -                         | -                                                  |
| Nombre de thyristors par valves   | -                            | 48                        | 36                                                 |
| Nombre de thyristors total        | -                            | 576                       |                                                    |
| Inductance des bobines de lissage | 0,6 H                        | 0,160 H                   |                                                    |
| Position des bobines de lissage   | côté haute tension           | côté haute tension        | côté haute tension                                 |
| Nombre de transformateurs         | 4                            | 4                         | 4                                                  |
| Puissance des transformateurs     | 154 MVA                      | 173 MVA                   | 203 MVA                                            |

### Câbles sous-marins et lignes aériennes
La liaison construite pour le pôle 1 a une longueur totale de 180 km : 40 par ligne aérienne au Danemark, suivis de 25 km par câble sous-marin, puis de 15 km de ligne aérienne sur l'île de Læsø, puis de 60 km de câble sous-marin et enfin 40 km par ligne aérienne en Suède. Les lignes aériennes portent deux conducteurs de section 910 mm2. La partie câblée est divisée en deux : sur les premiers 25 km en venant du Danemark deux câbles à huile sous pression étaient connectés en parallèle, chacun de section 310 mm2, sur les 60 km suivants un unique câble à papier imprégné de masse de section 625 mm2 conduit le courant.
Lors de la construction du pôle 2, un câble à huile sous pression supplémentaire a été ajouté côté danois. Il a une section de 2 500 mm2 et une longueur de 23 km. Il est branché en parallèle avec un des câbles de l'ancienne liaison, l'autre câble de l'ancienne ligne est branché en parallèle avec le câble du pôle 1. Côté suédois, un câble d'une section de 1 200 mm2 et d'une longueur de 64 km a été installé.

### Électrodes
L'électrode côté danois est depuis 1965 de type anode. Elle est constituée de vingt-cinq sous-parties en graphite enfouies dans le charbon. La résistance totale de l'anode est de 0,03 ohm. Depuis l'ajout du pôle 2, elle est connectée au poste danois grâce à deux câbles sous-marin de section 300 mm2 en parallèles.
L'électrode côté suédois, était en 1965 une cathode. Elle était située à trois kilomètres de la côte suédoise, est réalisée en cuivre et est placée sur le lit de la mer à une profondeur d'environ 10 m. Elle avait une résistance d'environ 0,02 ohm. Elle est reliée au poste de conversion par un câble en PVC d'environ 5 <km.
Avec la construction de pôle 2 et donc la fin du fonctionnement en monopole, l'électrode côté suédois de type cathode a dû être changée pour une de type anode. La direction du courant n'est en effet plus constante. La nouvelle électrode est constituée de trente sous-parties en graphite placées sur le lit de la mer dans des sacs en fibre de verre contenant du charbon. Sa résistance est de 0,1 ohm. Elle est connectée au poste du pôle 2 grâce à un câble sous-marin long de  4 km suivi d'un câble souterrain de 5 km et une ligne aérienne de 11 km. Le poste du pôle 1 est connecté grâce à 30 km de ligne supplémentaires.

## Coordonnées des différents postes
| Site                                                                   | Coordinates                  |
| ---------------------------------------------------------------------- | ---------------------------- |
| Poste de conversion de Vester Hassing                                  | 57° 03′ 46″ N, 10° 05′ 24″ E |
| Extrémité du câble à Lyngsa (Jutland)                                  | 57° 14′ 01″ N, 10° 32′ 29″ E |
| Électrode à Nørre Sørå (Jutland)                                       | 57° 10′ 35″ N, 10° 26′ 59″ E |
| Extrémité du câble à Tusholm (Laeo)                                    | 57° 15′ 08″ N, 10° 54′ 13″ E |
| Extrémité du câble à Osterby (Laeso)                                   | 57° 18′ 32″ N, 11° 07′ 35″ E |
| Extrémité du câble à Ambjörnhagen (Suède)                              | 57° 34′ 11″ N, 11° 58′ 27″ E |
| Électrode de Brattas                                                   | 57° 33′ 06″ N, 11° 59′ 17″ E |
| Début de la ligne aérienne liant l'électrode à Lindome, à Brännemysten | 57° 34′ 27″ N, 12° 00′ 05″ E |
| Pylône Lindome Konti–Skan                                              | 57° 36′ 38″ N, 12° 06′ 25″ E |
| Poste de conversion de Lindome                                         | 57° 36′ 24″ N, 12° 06′ 40″ E |
| Poste de conversion de Stenkullen                                      | 57° 48′ 15″ N, 12° 19′ 13″ E |